# 특수은행
특수은행(特殊銀行)은 은행법의 적용을 받는 일반은행과 달리 특별 단행 법령의 적용을 받는 은행이다. 특별은행이라고도 한다.

## 특수은행 목록
- 한국은행
- 한국산업은행
- 중소기업은행
- NH농협금융지주
- 수협은행
- 한국수출입은행

## 과거에 특수은행이었던 은행

### 시중은행화
- KB국민은행

### 없어진 은행
- 농업은행
- 한국장기신용은행(現. KB국민은행)
- 한국주택은행(현 국민은행)
- 한국외환은행[1]